# Leucinol
Leucinol ist eine chemische Verbindung aus der Gruppe der chiralen 1,2-Aminoalkohole. Leucinol kann aus der Aminosäure Leucin gewonnen werden, weshalb es zumeist, wie auch Leucin, enantiomerenrein in der (S)-Konfiguration vorliegt. Das Enantiomer (R)-Leucinol und das racemische (RS)-Leucinol besitzen nur geringe Bedeutung.

## Gewinnung und Darstellung
(S)-Leucinol kann durch Reduktion von (S)-Leucin mit Boran-Dimethylsulfid-Komplex hergestellt werden.

## Verwendung
(S)-Leucinol kann in der Synthese von enantiomerenreinen Oxazolin-Katalysatoren verwendet werden und findet Anwendung als Katalysator in enantioselektiven Aldol-Reaktionen sowie in chiralen stationären Phasen für die Chromatographie.